# Jean Laborde (journaliste)
Pour les articles homonymes, voir Jean Laborde, Laborde et Valet.
Œuvres principales
- Pouce ! (1967)
- Les Assassins de l'ordre (1968)
- Mort d'un pourri (1973)
- Adieu poulet ! (1974)

Jean Laborde, né le 9 décembre 1918 dans le 5e arrondissement de Lyon et mort le 30 janvier 2007 à Biarritz, est un journaliste et romancier français, également connu sous les pseudonymes de Jean Delion et de Raf Vallet.

## Biographie
Après des études de droit, il devient chroniqueur judiciaire à France-Soir, où il couvre tous les grands procès de l'après-guerre tels que celui de Marie Besnard ou de Gaston Dominici. De 1964 à 1978, il travaille pour L'Aurore.
Parallèlement à sa carrière de journaliste, il écrit des romans policiers ou d'espionnage, d’abord sous son patronyme puis sous les pseudonymes de Jean Delion et de Raf Vallet. Il signe ainsi Jean Delion neuf romans dont cinq récits policiers humoristiques publiés à la Série noire entre 1966 et 1968. Sous le pseudonyme de Raf Vallet, il inaugure notamment la collection Super noire en 1974 avec le roman Adieu poulet !, qui remporte le prix Mystère de la critique l’année suivante.
Certains de ses romans, tels Pouce ! (sous le titre Le Pacha), Les Bonnes Causes, Mort d'un pourri ou Adieu poulet !, sont adaptés au cinéma. Il participe aussi à l'écriture de dialogues et de scénarios pour le cinéma et la télévision, travaillant notamment sur le film Peur sur la ville d’Henri Verneuil.
Il a également écrit Les Assassins de l'ordre, sur le mauvais rôle du parquet dans la Justice, livre dont a été tirée une adaptation cinématographique, réalisée par Marcel Carné.

## Œuvre littéraire

### Sous le nom de Jean Laborde
- Amour, que de crimes, 1954
- Les Assassins de l'ordre, 1956
- La Loterie aux filles, 1956
- Les Loups derrière le traîneau, 1958
- Le Palais du rire, 1958
- Les Cœurs vides, 1959
- Les Bonnes Causes, Plon, 1960
- Un homme à part entière, Plon, 1961
- Les Grandes Chaleurs, Hachette, 1962
- Le Voyage en Sibérie, Plon, 1963
- Caline Olivia, Plon, 1964
- Olivia et les 4 boss, Plon, 1965
- Olivia à gogo, Plon, 1965
- Le Froid qui venait de l’espionne, Plon, 1966
- Les Assassins de l'ordre, Plon, 1968
- L'Héritage de violence, Flammarion, 1969
- Le Moindre Mal, Flammarion, 1970
- Un matin d'été à Lurs – 5 août 1952, R. Laffont, 1972 (sur l'affaire Dominici)

### Sous le pseudonyme de Jean Delion
- Quand me tues-tu ?, Gallimard, Série noire no 953, 1966
- Quand s'allongent les nababs, Gallimard, Série noire no 1058, 1966
- Pouce !, Gallimard, Série noire no 1124, 1967, réédition Carré noir no 397, 1981
- Chérie froide, Gallimard, Série noire no 1145, 1967
- Les Espions ont soif, Gallimard, Série noire no 1180, 1968

### Sous le pseudonyme de Raf Vallet
- Mort d'un pourri, Gallimard, Série noire no 1527, 1973
- Adieu poulet !, Gallimard, Super noire no 1, 1974, réédition Carré noir no 219, 1976
- Sa majesté le flic, Gallimard, Super noire no 42, 1976, réédition Série noire no 1954, 1983
- Squelette pour madame, Beaulieu, 1975
- Saccage à Cannes, Gallimard, Série noire no 1854, 1982
- Darling dollar, Gallimard, Série noire no 1879, 1982
- Aux armes, mégalos !, Gallimard, Série noire no 1900, 1982
- Salut les coquins !, Gallimard, Série noire no 1984, 1984

## Filmographie

### Comme auteur adapté
- 1962 : Les Bonnes Causes, film franco-italien réalisé par Christian-Jaque d’après le roman éponyme, avec Pierre Brasseur, Marina Vlady et André Bourvil.
- 1966 : La Seconde Vérité de Christian-Jaque, d'après Un homme à part entière.
- 1967 : Le Tigre sort sans sa mère (Da Berlino l'apocalisse), film franco-italien réalisé par Mario Maffei d’après le roman Caline Olivia, avec Roger Hanin et Ivan Desny.
- 1968 : Le Pacha, film français réalisé par Georges Lautner d’après le roman Pouce ! avec Jean Gabin, Dany Carrel, Jean Gaven et André Pousse.
- 1971 : Les Assassins de l'ordre, film français réalisé par Marcel Carné d’après le roman éponyme, avec Jacques Brel, Didier Haudepin, Paola Pitagora et Roland Lesaffre.
- 1971 : Papa les p'tits bateaux, film français réalisé par Nelly Kaplan, avec Shelia White, Michel Bouquet et Michel Lonsdale.
- 1975 : Adieu poulet, film français réalisé par Pierre Granier-Deferre d’après le roman éponyme, avec Lino Ventura, Patrick Dewaere, Victor Lanoux, Julien Guiomar, Pierre Tornade, Françoise Brion, Claude Rich, Michel Peyrelon et Claude Brosset.
- 1977 : Mort d'un pourri, film français réalisé par Georges Lautner d’après le roman éponyme avec Alain Delon, Stéphane Audran, Michel Aumont, Jean Bouise, Maurice Ronet et Ornella Muti.
- 1979 : Un si joli village, film français réalisé par Étienne Périer, d'après le roman Le Moindre mal adapté par André Georges Brunelin, avec Jean Carmet et Victor Lanoux
- 1984 : Série noire : épisode Sa majesté le flic réalisé par Jean-Pierre Decourt d’après le roman éponyme, avec Bernard Fresson et Philippe Nicaud.
- 1991 : Salut les coquins, téléfilm français réalisé par Marcel Zemour d’après le roman éponyme.

### Comme scénariste et dialoguiste
- 1973 : Le Complot, film française réalisé par René Gainville, avec Michel Bouquet et Jean Rochefort.
- 1975 : Peur sur la ville, film franco-italien réalisé par Henri Verneuil, avec Jean-Paul Belmondo, Charles Denner, Adalberto Maria Merli, Léa Massari, Rosy Varte et Jean-François Balmer.
- 1978 : L'Amour en question, film français réalisé par André Cayatte, avec Annie Girardot, Bibi Andersson et Michel Galabru.
- 1982 : L'Écarteur, téléfilm français réalisé par Pierre Neurrisse, adaptation du roman éponyme de Emmanuel Delbousquet, avec Jean-Claude Carrière.

## Prix et distinctions
- 1970 : Prix Maison de la Presse, L'Héritage de violence[3]
- 1975 : Prix Mystère de la critique, Adieu poulet ![4]

## Source
- Claude Mesplède  et   Jean-Jacques Schleret (Éd. rév. de: SN, voyage au bout de la Noire), Les auteurs de la Série noire, 1945-1995, Nantes, Joseph K, coll. « Temps noir », 1996, 627 p. (ISBN 978-2-910-68611-6, OCLC 300207570), p. 133.